# Magadino
Magadino foi uma comuna da Suíça, no Cantão Tessino, com 1.604 habitantes. Estendia-se por uma área de 7,3 km², de densidade populacional de 222 hab/km². Confinava com as seguintes comunas: Contone, Locarno, Minusio, Rivera, Tenero-Contra, Vira.
A língua oficial nesta comuna era o Italiano.

## História
Em 25 de abril de 2010, passou a formar parte da nova comuna de Gambarogno.